# زمین‌لرزه ژوئیه ۱۹۷۹ چین
زمین‌لرزه چین  در تاریخ ۹ ژوئیه ۱۹۷۹ میلادی، برابر با ‎۱۸ تیر ۱۳۵۸، ساعت ۱۰:۵۷:۲۲ به زمان یوتی‌سی در چین رخ داد. ژرفای این زلزله ۱۲٫۶ کیلومتر بود، و بزرگی آن ۵٫۴ در مقیاس Mw اعلام شده‌است. زمین‌لرزه به وقت محلی در روز دوشنبه، ساعت ۱۸ روی داده و منطقه زمانی آن یوتی‌سی +۸ بوده‌است .
سازمان زمین‌شناسی آمریکا نیز رومرکز این زمین‌لرزه را در مختصات ۳۱°۲۷′۰۷″شمالی ۱۱۹°۱۴′۲۸″شرقی / ۳۱٫۴۵۲°شمالی ۱۱۹٫۲۴۱°شرقی و ژرفای آن را در ۱۱ کیلومتر گزارش کرده‌است. بزرگی برگزیدهٔ این سازمان از میان بزرگیهای محاسبه‌شدهٔ مختلف ۵٫۵ در مقیاس Mb بوده و از دید اثر، در میان چهار دسته‌بندی «نامحسوس»، «محسوس»، «زیان‌آور» یا «با تلفات»، زلزله را «با تلفات» اعلام کرده‌است.
پروژهٔ «تنسور گشتاور مرکزوار» زاویه‌های (راستا، شیب، ریک) گسل سازندهٔ زمین‌لرزه و صفحه عمود بر آن را (°۱۳۸، °۶۶، °۲۲) یا (°۳۸، °۷۰، °۱۵۵) و نوع گسل را «امتدادلغز» فرارسانده‌است.
شمار کشتگان زلزله حدود ۴۲ نفر و تعداد زخمیان ۳۱۱۷ نفر برآورده شده‌است.